# ISO 4217

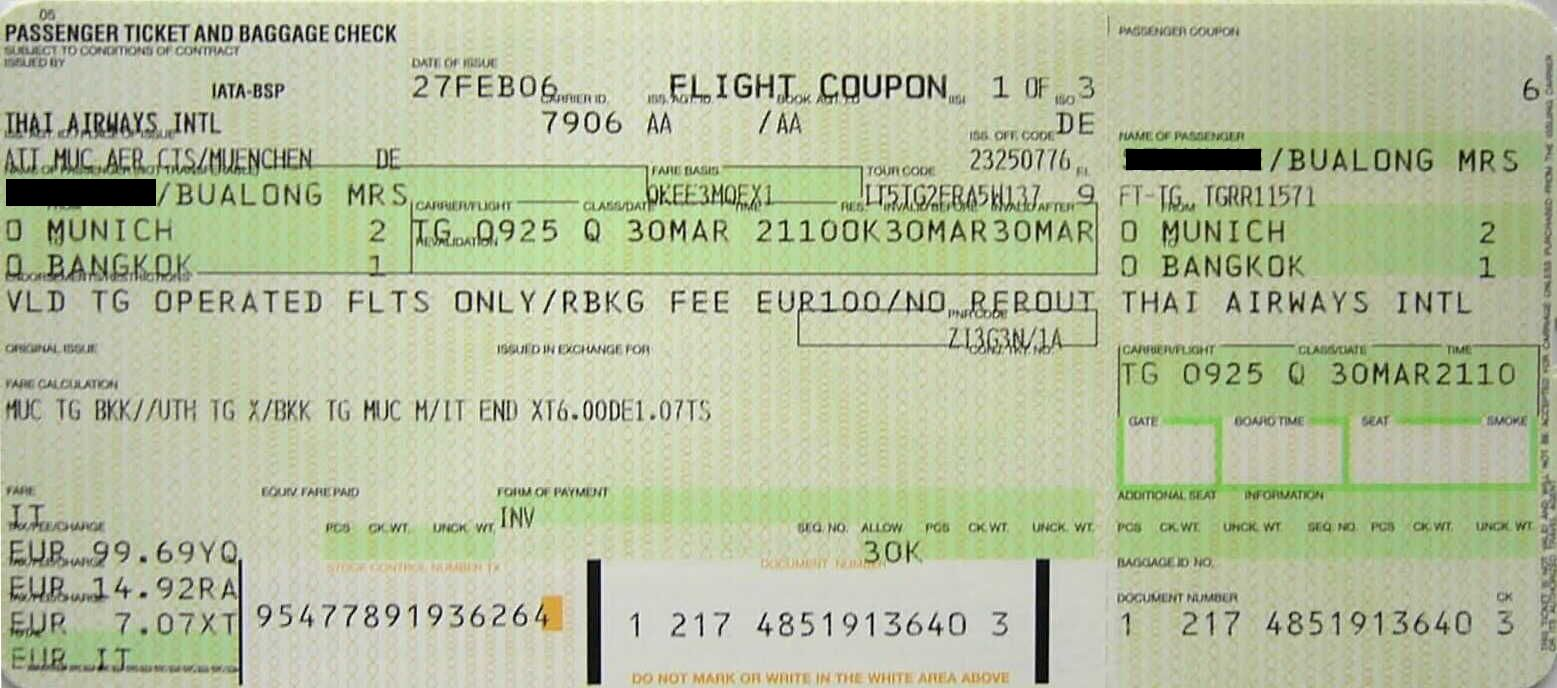
Một tấm vé máy bay ghi giá tiền theo đồng Euro theo mã ISO 4217 là EUR chứ không dùng ký hiệu tiền tệ €. (ở phía dưới bên trái tấm vé)

ISO 4217 là tiêu chuẩn quốc tế gồm những mã ba ký tự (còn được gọi là mã tiền tệ) để định nghĩa cho tên của tiền tệ do Tổ chức Tiêu chuẩn hóa quốc tế (ISO) ban hành. Danh sách mã ISO 4217 là chuẩn hiện hành trong ngân hàng và kinh doanh trên toàn thế giới để xác định những loại tiền tệ khác nhau, và ở nhiều nước, những mã dùng cho những loại tiền tệ phổ biến thông dụng đến mức, tỷ giá được in trên báo hoặc niêm yết ở ngân hàng chỉ sử dụng những mã này để xác định những loại tiền tệ khác nhau, thay cho tên tiền tệ đã được dịch hoặc những ký hiệu tiền tệ nhập nhằng. Mã ISO 4217 được dùng trên vé máy bay và vé xe lửa quốc tế để tránh sự nhầm lẫn về giá cả.
Hai ký tự đầu của mã là hai ký tự của mã quốc gia ISO 3166-1 alpha-2 (những mã tương tự với mã dùng cho tên miền quốc gia cấp cao nhất trên Internet) và ký tự thứ ba thường là ký tự đầu tiên của chính đồng tiền. Do đó mã tiền tệ của Việt Nam sẽ là VND—VN cho Việt Nam và D cho Đồng. Việc làm này giúp loại bỏ những vấn đề gây ra do việc sử dụng những tên như dollar, franc và bảng trong hàng tá quốc gia khác nhau, mỗi loại đồng tiền lại có giá trị khác biệt nhau. Tương tự, nếu một đồng tiền được định giá lại, ký tự cuối của mã tiền tệ sẽ được đổi để phân biệt nó với đồng tiền cũ. Trong một số trường hợp, ký tự thứ ba là ký tự đầu của chữ "mới" trong ngôn ngữ của nước đó, để phân biệt với đồng tiền cũ đã bị định giá lại; mã này thường được dùng lâu dài hơn cả chính chữ "mới" mà nó dùng. Một số ví dụ như Peso México (MXN) và lira Thổ Nhĩ Kỳ (TRY). Tuy nhiên, cũng có những sự thay đổi theo cách khác, ví dụ, Rúp Nga đổi từ RUR thành RUB, trong đó B là ký tự thứ ba của từ tiếng Anh "Ruble".
Cũng có mã số ba chữ số gán cho mỗi đơn vị tiền tệ, giống như cũng có mã số ba chữ số gán cho mỗi quốc gia trong mã ISO 3166. Mã số này thường giống như mã số ISO 3166. Ví dụ, USD (Dollar Mỹ) có mã 840 cũng là mã số dành cho US (Hoa Kỳ).
Tiêu chuẩn cũng định nghĩa mối quan hệ giữa đơn vị tiền tệ lớn và đơn vị tiền tệ nhỏ. Thông thường, đơn vị tiền tệ nhỏ có giá trị bằng 1/100 đơn vị lớn, nhưng 1/10 hay 1/1000 cũng phổ biến. Một vài loại tiền tệ không có đơn bị tiền tệ nhỏ. Ở những nước khác, đơn vị tiền tệ lớn có giá trị quá nhỏ đến mức đơn vị tiền nhỏ không còn được dùng nữa (ví dụ như sen của Nhật, bằng 1/100 đồng yen). Mauritanie không sử dụng tỷ lệ thập phân, đặt 1 ouguiya (UM) = 5 khoums, và Madagascar có 1 ariary = 5 iraimbilanja. Điều này được chỉ ra trong tiêu chuẩn bằng số mũ tiền tệ. Ví dụ USD có số mũ 2, trong khi JPY có số mũ 0.
Những mã ISO 4217 không chỉ dành cho tiền tệ, mà còn dành cho kim loại quý (vàng, bạc, paladi và bạch kim; bằng cách định nghĩa theo một troy ounce, giống như "1 USD") và những thứ khác dùng trong tài chính quốc tế, ví dụ Quyền rút vốn đặc biệt. Cũng có những mã đặc biệt dành cho mục đích thử nghiệm (XTS), và để ám chỉ giao dịch phi tiền tệ (XXX). Tất cả những mã này đều bắt đầu với ký tự "X". Kim loại quý sử dụng "X" cộng với ký hiệu hóa học của loại kim loại đó; ví dụ như bạc, là XAG. ISO 3166 không bao giờ gán mã quốc gia bắt đầu bằng ký tự "X", những mã này chỉ dùng cho những mục đích cá nhân tự điều chỉnh (được bảo lưu, không bao giờ dùng cho mã quốc gia), do đó ISO 4217 có thể dùng mã "X" dành cho loại tiền tệ không thuộc về quốc gia nào cụ thể mà không tạo ra nguy cơ xung đột với những mã quốc gia tương lai.
Những tiền tệ siêu quốc gia, như dollar Đông Caribbean, franc CFP, franc CFA BEAC và franc CFA BCEAO cũng thường được đại diện bằng mã bắt đầu bằng "X". Đồng euro được ký hiệu là EUR (Liên minh châu Âu cũng có trong danh sách mã bảo lưu của ISO 3166-1 để đại diện do Liên minh châu Âu). Đồng tiền trước của Euro, Đơn vị tiền tệ của châu Âu, có mã XEU.

## Lịch sử
Vào năm 1973, Ủy bàn Kỹ thuật ISO 68 đã quyết định tạo ra những mã dùng để đại diện cho tiền tệ và công trái để dùng trong các giao dịch trao đổi, thương mại hoặc ngân hàng. Vào phiên thứ 17 (tháng 2 năm 1978) của UN/ECE Nhóm các chuyên gia đã đồng ý rằng mã ba ký tự cho Tiêu chuẩn Quốc tế ISO 4217, "Mã dùng để đại diện cho tiền tệ và công trái", sẽ phù hợp trong giao thương quốc tế.
Qua thời gian, những loại tiền tệ mới xuất hiện và những tiền tệ cũ mất đi. Thông thường, những sự thay đổi này xảy ra do chính phủ mới (sau chiến tranh hoặc hiến pháp mới), hiệp ước giữa các quốc gia về chuẩn hóa tiền tệ, hoặc việc định giá lại đồng tiền do lạm phát phi mã. Kết quả là bảng mã này phải được cập nhật liên tục. Cục bảo trì ISO 4217, Hiệp hội Tiêu chuẩn Anh, chịu trách nhiệm bảo trì danh sách mã này.

## Những mã đang hoạt động
Sau đây là danh sách các mã đang hoạt động của mã tiền tệ ISO 4217 chính thức.
| Mã  | Số  | E   | Đồng tiền                                       | Nơi sử dụng tiền này |
| --- | --- | --- | ----------------------------------------------- | --- |
| AED | 784 | 2   | Dirham Các tiểu vương quốc Ả Rập thống nhất     | Các tiểu vương quốc Ả Rập thống nhất |
| AFN | 971 | 2   | Afghani                                         | Afghanistan |
| ALL | 008 | 2   | Lek                                             | Albania |
| AMD | 051 | 2   | Dram Armenia                                    | Armenia |
| ANG | 532 | 2   | Guilder Antille thuộc Hà Lan                    | Antille thuộc Hà Lan |
| AOA | 973 | 2   | Kwanza Angola                                   | Angola |
| ARS | 032 | 2   | Peso Argentina                                  | Argentina |
| AUD | 036 | 2   | Dollar Úc                                       | Úc, Lãnh thổ châu Nam Cực thuộc Úc, Đảo Christmas, Quần đảo Cocos (Keeling), Quần đảo Heard và McDonald, Kiribati, Nauru, Đảo Norfolk, Tuvalu                                                                                     |
| AWG | 533 | 2   | Guilder Aruba                                   | Aruba |
| AZN | 944 | 2   | Manat Azerbaijan                                | Azerbaijan |
| BAM | 977 | 2   | Marks chuyển đổi                                | Bosnia và Herzegovina |
| BBD | 052 | 2   | Dollar Barbados                                 | Barbados |
| BDT | 050 | 2   | Taka Bangladesh                                 | Bangladesh |
| BGN | 975 | 2   | Lev Bulgaria                                    | Bulgaria |
| BHD | 048 | 3   | Dinar Bahrain                                   | Bahrain |
| BIF | 108 | 0   | Franc Burundi                                   | Burundi |
| BMD | 060 | 2   | Dollar Bermudia (thường gọi là Dollar Bermuda)  | Bermuda |
| BND | 096 | 2   | Dollar Brunei                                   | Brunei |
| BOB | 068 | 2   | Boliviano                                       | Bolivia |
| BOV | 984 | 2   | Mvdol Bolivia (mã Tài chính)                    | Bolivia |
| BRL | 986 | 2   | Real Brasil                                     | Brasil |
| BSD | 044 | 2   | Dollar Bahamas                                  | Bahamas |
| BTN | 064 | 2   | Ngultrum                                        | Bhutan |
| BWP | 072 | 2   | Pula                                            | Botswana |
| BYR | 974 | 0   | Rúp Belarus                                     | Belarus |
| BZD | 084 | 2   | Dollar Belize                                   | Belize |
| CAD | 124 | 2   | Dollar Canada                                   | Canada |
| CDF | 976 | 2   | Franc Congo                                     | Cộng hòa Dân chủ Congo |
| CHE | 947 | 2   | Euro WIR (tiền tệ bổ sung)                      | Thụy Sĩ |
| CHF | 756 | 2   | Franc Thụy Sĩ                                   | Thụy Sĩ, Liechtenstein |
| CHW | 948 | 2   | Franc WIR (tiền tệ bổ sung)                     | Thụy Sĩ |
| CLF | 990 | 0   | Unidades de formento (Mã tài chính)             | Chile |
| CLP | 152 | 0   | Peso Chile                                      | Chile |
| CNY | 156 | 2   | Nhân dân tệ                                     | Trung Hoa lục địa |
| COP | 170 | 2   | Peso Colombia                                   | Colombia |
| COU | 970 | 2   | Unidad de Valor Real                            | Colombia |
| CRC | 188 | 2   | Colon Costa Rica                                | Costa Rica |
| CUP | 192 | 2   | Peso Cuba                                       | Cuba |
| CVE | 132 | 2   | Escudo Cabo Verde                               | Cabo Verde |
| CYP | 196 | 2   | Pound Kypros                                    | Kypros |
| CZK | 203 | 2   | Koruna Séc                                      | Cộng hòa Séc |
| DJF | 262 | 0   | Franc Djibouti                                  | Djibouti |
| DKK | 208 | 2   | Krone Đan Mạch                                  | Đan Mạch, Quần đảo Faroe, Greenland |
| DOP | 214 | 2   | Peso Dominica                                   | Cộng hòa Dominica |
| DZD | 012 | 2   | Dinar Algérie                                   | Algérie |
| EGP | 818 | 2   | Pound Ai Cập                                    | Ai Cập |
| ERN | 232 | 2   | Nakfa                                           | Eritrea |
| ETB | 230 | 2   | Birr Ethiopia                                   | Ethiopia |
| EUR | 978 | 2   | Euro                                            | Liên minh châu Âu, xem eurozone |
| FJD | 242 | 2   | Dollar Fiji                                     | Fiji |
| FKP | 238 | 2   | Pound Quần đảo Falkland                         | Quần đảo Falkland |
| FRF | 250 | 2   | Franc Pháp                                      | Pháp |
| GBP | 826 | 2   | Bảng Anh                                        | Liên hiệp Vương quốc Anh và Bắc Ireland |
| GEL | 981 | 2   | Lari                                            | Gruzia |
| GHS | 288 | 2   | Cedi                                            | Ghana |
| GIP | 292 | 2   | Pound Gibraltar                                 | Gibraltar |
| GMD | 270 | 2   | Dalasi                                          | Gambia |
| GNF | 324 | 0   | Franc Guinea                                    | Guinée |
| GTQ | 320 | 2   | Quetzal                                         | Guatemala |
| GYD | 328 | 2   | Dollar Guyana                                   | Guyana |
| HKD | 344 | 2   | Dollar Hồng Kông                                | Đặc khu hành chính Hồng Kông |
| HNL | 340 | 2   | Lempira                                         | Honduras |
| HTG | 332 | 2   | Gourde Haiti                                    | Haiti |
| HUF | 348 | 2   | Forint                                          | Hungary |
| IDR | 360 | 2   | Rupiah                                          | Indonesia |
| ILS | 376 | 2   | Shekel Israel mới                               | Israel |
| INR | 356 | 2   | Rupee Ấn Độ                                     | Bhutan, Ấn Độ |
| IQD | 368 | 3   | Dinar Iraq                                      | Iraq |
| IRR | 364 | 2   | Rial Iran                                       | Iran |
| ISK | 352 | 2   | Krona Iceland                                   | Iceland |
| JMD | 388 | 2   | Dollar Jamaica                                  | Jamaica |
| JOD | 400 | 3   | Dinar Jordan                                    | Jordan |
| JPY | 392 | 0   | Yên Nhật                                        | Nhật Bản |
| KES | 404 | 2   | Shilling Kenya                                  | Kenya |
| KGS | 417 | 2   | Som                                             | Kyrgyzstan |
| KHR | 116 | 2   | Riel                                            | Campuchia |
| KMF | 174 | 0   | Franc Comoros                                   | Comoros |
| KPW | 408 | 2   | Won CHDCND Triều Tiên                           | CHDCND Triều Tiên |
| KRW | 410 | 0   | Won Đại Hàn Dân Quốc                            | Hàn Quốc (ĐHDQ) |
| KWD | 414 | 3   | Dinar Kuwait                                    | Kuwait |
| KYD | 136 | 2   | Dollar Quần đảo Cayman                          | Quần đảo Cayman |
| KZT | 398 | 2   | Tenge                                           | Kazakhstan |
| LAK | 418 | 2   | Kip                                             | Lào |
| LBP | 422 | 2   | Pound Liban                                     | Liban |
| LKR | 144 | 2   | Rupee Sri Lanka                                 | Sri Lanka |
| LRD | 430 | 2   | Dollar Liberia                                  | Liberia |
| LSL | 426 | 2   | Loti                                            | Lesotho |
| LYD | 434 | 3   | Libyan Dinar                                    | Libya |
| MAD | 504 | 2   | Dirham Maroc                                    | Maroc, Tây Sahara |
| MDL | 498 | 2   | Leu Moldova                                     | Moldova |
| MGA | 969 | 0.7 | Ariary Malagascar                               | Madagascar |
| MKD | 807 | 2   | Denar                                           | Cộng hòa Macedonia thuộc Nam Tư cũ |
| MMK | 104 | 2   | Kyat                                            | Myanma |
| MNT | 496 | 2   | Tugrik                                          | Mông Cổ |
| MOP | 446 | 2   | Pataca                                          | Ma Cao Đặc khu hành chính Ma Cao |
| MRO | 478 | 0.7 | Ouguiya                                         | Mauritanie |
| MUR | 480 | 2   | Rupee Mauritius                                 | Mauritius |
| MVR | 462 | 2   | Rufiyaa                                         | Maldives |
| MWK | 454 | 2   | Kwacha                                          | Malawi |
| MXN | 484 | 2   | Peso México                                     | México |
| MXV | 979 | 2   | Unidad de Inversion Mexico (UDI) (Mã tài chính) | México |
| MYR | 458 | 2   | Ringgit Malaysia                                | Malaysia |
| MZN | 943 | 2   | Metical                                         | Mozambique |
| NAD | 516 | 2   | Dollar Namibian                                 | Namibia |
| NGN | 566 | 2   | Naira                                           | Nigeria |
| NIO | 558 | 2   | Cordoba Oro                                     | Nicaragua |
| NOK | 578 | 2   | Krone Na Uy                                     | Na Uy |
| NPR | 524 | 2   | Rupee Nepal                                     | Nepal |
| NZD | 554 | 2   | Dollar New Zealand                              | Quần đảo Cook, New Zealand, Niue, Pitcairn, Tokelau |
| OMR | 512 | 3   | Rial Omani                                      | Oman |
| PAB | 590 | 2   | Balboa                                          | Panama |
| PEN | 604 | 2   | Nuevo Sol                                       | Peru |
| PGK | 598 | 2   | Kina                                            | Papua New Guinea |
| PHP | 608 | 2   | Peso Philippines                                | Philippines |
| PKR | 586 | 2   | Rupee Pakistan                                  | Pakistan |
| PLN | 985 | 2   | Zloty                                           | Ba Lan |
| PYG | 600 | 0   | Guarani                                         | Paraguay |
| QAR | 634 | 2   | Rial Qatar                                      | Qatar |
| RON | 946 | 2   | Leu mới Romania                                 | România |
| RSD | 941 | 2   | Dinar Serbia                                    | Serbia |
| RUB | 643 | 2   | Rúp Nga                                         | Nga, Abkhazia, Nam Ossetia |
| RWF | 646 | 0   | Franc Rwanda                                    | Rwanda |
| SAR | 682 | 2   | Riyal Saudi                                     | Ả Rập Xê Út |
| SBD | 090 | 2   | Dollar Quần đảo Solomon                         | Quần đảo Solomon |
| SCR | 690 | 2   | Rupee Seychelles                                | Seychelles |
| SDG | 938 | 2   | Pound Sudan                                     | Sudan |
| SEK | 752 | 2   | Krona Thụy Điển                                 | Thụy Điển |
| SGD | 702 | 2   | Dollar Singapore                                | Singapore |
| SHP | 654 | 2   | Pound Saint Helena                              | Saint Helena |
| SKK | 703 | 2   | Koruna Slovakia                                 | Slovakia |
| SLL | 694 | 2   | Leone                                           | Sierra Leone |
| SOS | 706 | 2   | Shilling Somalia                                | Somalia |
| SRD | 968 | 2   | Dollar Suriname                                 | Suriname |
| STD | 678 | 2   | Dobra                                           | São Tomé và Príncipe |
| SYP | 760 | 2   | Pound Syria                                     | Syria |
| SZL | 748 | 2   | Lilangeni                                       | Eswatini |
| THB | 764 | 2   | Baht                                            | Thái Lan |
| TJS | 972 | 2   | Somoni                                          | Tajikistan |
| TMM | 795 | 2   | Manat                                           | Turkmenistan |
| TND | 788 | 3   | Dinar Tunisia                                   | Tunisia |
| TOP | 776 | 2   | Pa'anga                                         | Tonga |
| TRY | 949 | 2   | Lira Thổ Nhĩ Kỳ mới                             | Thổ Nhĩ Kỳ |
| TTD | 780 | 2   | Dollar Trinidad và Tobago                       | Trinidad và Tobago |
| TWD | 901 | 2   | Dollar Đài Loan mới                             | Đài Loan và những đảo khác dưới tầm ảnh hưởng của Cộng hòa Trung hoa |
| TZS | 834 | 2   | Shilling Tanzania                               | Tanzania |
| UAH | 980 | 2   | Hryvnia                                         | Ukraina |
| UGX | 800 | 2   | Shilling Uganda                                 | Uganda |
| USD | 840 | 2   | Dollar Mỹ                                       | Samoa thuộc Mỹ, Lãnh thổ Ấn Độ Dương thuộc Anh, Ecuador, El Salvador, Guam, Haiti, Quần đảo Marshall, Micronesia, Quần đảo Bắc Mariana, Palau, Panama, Puerto Rico, Đông Timor, Quần đảo Turks và Caicos, Hoa Kỳ, Quần đảo Virgin |
| USN | 997 | 2   | Dollar Mỹ (ngày kế tiếp) (Mã tài chính)         | Hoa Kỳ |
| UYU | 858 | 2   | Peso Uruguayo                                   | Uruguay |
| UZS | 860 | 2   | Som Uzbekistan                                  | Uzbekistan |
| VEB | 862 | 2   | boBolívar Venezuela                             | Venezuela |
| VND | 704 | 0   | Việt Nam Đồng                                   | Việt Nam |
| VUV | 548 | 0   | Vatu                                            | Vanuatu |
| WST | 882 | 2   | Tala Samoa                                      | Samoa |
| XAF | 950 | 0   | CFA Franc BEAC                                  | Cameroon, Cộng hòa Trung Phi, Congo, Chad, Guinea Xích đạo, Gabon |
| XAG | 961 | .   | Bạc (một Troy ounce)                            | |
| XAU | 959 | .   | Vàng (một Troy ounce)                           | |
| XBA | 955 | .   | Đơn vị Tổng hợp châu Âu                         | (EURCO) (Đơn vị thị trường ghi nợ) |
| XBB | 956 | .   | Đơn vị Tiền tệ châu Âu                          | (E.M.U.-6) (Đơn vị thị trường ghi nợ) |
| XBC | 957 | .   | Đơn vị Tài khoản 9 châu Âu                      | (E.U.A.-9) (Đơn vị thị trường ghi nợ) |
| XBD | 958 | .   | Đơn vị Tài khoản 17 châu Âu                     | (E.U.A.-17) (Đơn vị thị trường ghi nợ) |
| XBT | Nil | 8   | Bitcoin (Tiền mã hóa)                           | |
| XCD | 951 | 2   | Dollar Đông Carribean                           | Anguilla, Antigua và Barbuda, Dominica, Grenada, Montserrat, Saint Kitts và Nevis, Saint Lucia, Saint Vincent và Grenadines |
| XDR | 960 | .   | Quyền rút vốn đặc biệt                          | Quỹ tiền tệ quốc tế |
| XFO | Nil | .   | Franc vàng (tiền tệ thanh toán đặc biệt)        | Ngân hàng Thanh toán Quốc tế |
| XFU | Nil | .   | Franc UIC (tiền tệ thanh toán đặc biệt)         | Liên minh Đường sắt quốc tế |
| XOF | 952 | 0   | CFA Franc BCEAO                                 | Bénin, Burkina Faso, Côte d'Ivoire, Guinea-Bissau, Mali, Niger, Sénégal, Togo |
| XPD | 964 | .   | Paladi                                          | (một Troy ounce) |
| XPF | 953 | 0   | CFP franc                                       | Polynesia thuộc Pháp, Nouvelle-Calédonie, Wallis và Futuna |
| XPT | 962 | .   | Platinum                                        | (một Troy ounce) |
| XTS | 963 | .   | Mã bảo lưu để thử nghiệm                        | |
| XXX | 999 | .   | Phi tiền tệ                                     | |
| YER | 886 | 2   | Rial Yemen                                      | Yemen |
| ZAR | 710 | 2   | Rand Nam Phi                                    | Nam Phi |
| ZMK | 894 | 2   | Kwacha                                          | Zambia |
| ZWD | 716 | 2   | Dollar Zimbabwe                                 | Zimbabwe |

## Không có mã tiền tệ
Một số lãnh thổ không nằm trong ISO 4217, vì đồng tiền của họ không phải là tiền tệ độc lập per se, mà là biến thể của tiền tệ khác. Những tiền tệ đó là:
1. Króna Faroe (tỷ lệ 1:1 với Krone Đan Mạch)
2. Pound Guernsey (tỷ lệ 1:1 với bảng Anh)
3. Pound Jersey (tỷ lệ 1:1 với bảng Anh)
4. Pound Đảo Man (tỷ lệ 1:1 với bảng Anh)
5. Dollar Tuvalu (tỷ lệ 1:1 với Dollar Úc).
6. Dollar Quần đảo Cook (tỷ lệ 1:1 với Dollar New Zealand).

Tuy nhiên, những mã không phải của ISO sau đôi khi được dùng thương mại:
```
GGP — Guernsey pound
JEP — Pound Jersey
IMP — Pound Đảo Man
TVD — Dollar Tuvalu
```

## Mã tiền tệ không còn dùng
Một số tiền tệ là mã tiền tệ ISO 4217 và tên tiền tệ chính thức cho đến khi nó bị thay bởi đồng euro.
Chú ý rằng tên tiền tệ dùng ở dưới có thể không trùng với tên tiền tệ dùng trong mã ISO, nhưng mã thì trùng.
| Mã                    | Số             | Tiền tệ                                                     | Thay bằng      |
| Thay bằng euro        | Thay bằng euro | Thay bằng euro                                              | Thay bằng euro |
| --------------------- | -------------- | ----------------------------------------------------------- | -------------- |
| ADP                   | 020            | Peseta Andorra (tỷ lệ 1:1 với Peseta Tây Ban Nha)           | EUR            |
| ADF                   | ...            | Franc Andorra (tỷ lệ 1:1 với Franc Pháp)                    | EUR            |
| ATS                   | 040            | Schilling Áo                                                | EUR            |
| BEF                   | 056            | Franc Bỉ (liên minh tiền tệ với LUF)                        | EUR            |
| DEM                   | 276            | Mark Đức                                                    | EUR            |
| EEK                   | 233            | Kroon                                                       | EUR            |
| ESP                   | 724            | Peseta Tây Ban Nha                                          | EUR            |
| FIM                   | 246            | Markka Phần Lan                                             | EUR            |
| FRF                   | 250            | Franc Pháp                                                  | EUR            |
| GRD                   | 300            | Drachma Hy Lạp                                              | EUR            |
| HRK                   | 191            | Kuna Croatia                                                | EUR            |
| IEP                   | 372            | Pound Ireland (Punt theo tiếng Ireland)                     | EUR            |
| ITL                   | 380            | Lira Ý                                                      | EUR            |
| LTL                   | 440            | Litas Litva                                                 | EUR            |
| LUF                   | 442            | Franc Luxembourg (liên minh tiền tệ với BEF)                | EUR            |
| LVL                   | 428            | Latvian Lats                                                | EUR            |
| MCF                   | ...            | Franc Monegasque (liên minh tiền tệ với FRF)                | EUR            |
| MTL                   | 470            | Lira Malta                                                  | EUR            |
| NLG                   | 528            | Guilder Hà Lan                                              | EUR            |
| PTE                   | 620            | Escudo Bồ Đào Nha                                           | EUR            |
| SML                   | ...            | Lira San Marino (liên minh tiền tệ với ITL và VAL)          | EUR            |
| SIT                   | 705            | Tolar Slovenia                                              | EUR            |
| VAL                   | ...            | Lira Vatica (liên minh tiền tệ với ITL và SML)              | EUR            |
| XEU                   | 954            | Đơn vị Tiền tệ châu Âu (1 XEU = 1 EUR)                      | EUR            |
| Bị thay vì lý do khác |                |                                                             |                |
| AFA                   | 004            | Afghani                                                     | AFN            |
| ALK                   | ...            | Lek cũ Albania                                              | ALL            |
| AON                   | 024            | Kwanza mới Angola                                           | AOR            |
| AOR                   | 982            | Kwanza Readjustado Angola                                   | AOA            |
| ARM                   | ...            | Peso moneda nacional Argentina                              | ARL            |
| ARL                   | ...            | Peso ley Argentina                                          | ARP            |
| ARP                   | ...            | Peso argentino                                              | ARA            |
| ARA                   | ...            | Austral Argentina                                           | ARS            |
| AZM                   | 031            | manat Azerbaijan                                            | AZN            |
| BEC                   | 993            | Franc Bỉ (chuyển đổi)                                       |                |
| BEL                   | 992            | Franc Bỉ (tài chính)                                        |                |
| BGJ                   | ...            | Lev Bulgaria A/52                                           | BGK            |
| BGK                   | ...            | Lev Bulgaria A/62                                           | BGL            |
| BGL                   | 100            | Lev Bulgaria A/99                                           | BGN            |
| BOP                   | ...            | Peso Bolivia                                                | BOB            |
| BRB                   | ...            | Cruzeiro Brasil                                             | BRL            |
| BRC                   | ...            | Cruzado Brasil                                              | BRL            |
| CFP                   | ...            | Thay đổi Franc Pacifique                                    | XFP            |
| CNX                   | ...            | Dollar Ngân hàng Nhân dân Trung Hoa                         | CNY            |
| CSD                   | 891            | Dinar Serbi                                                 | RSD            |
| CSJ                   | ...            | Koruna Tiệp Khắc A/53                                       | CSK            |
| CSK                   | 200            | Koruna Tiệp Khắc                                            | CZK và SKK     |
| DDM                   | 278            | Mark Đông Đức của Cộng hòa Dân chủ Đức (Đông Đức)           | DEM            |
| ECS                   | 218            | Sucre Ecuador                                               | USD            |
| ECV                   | 983            | Unidad de Valor Constante Ecuador (mã tài chính) (đã ngưng) |                |
| EQE                   | ...            | Ekwele Guinea Xích đạo                                      | XAF            |
| ESA                   | 996            | Peseta Tây Ban Nha (tài khoản A)                            | ESP            |
| ESB                   | 995            | Peseta Tây Ban Nha (tài khoản B)                            | ESP            |
| GNE                   | ...            | Syli Guinea                                                 | XOF            |
| GHC                   | ...            | Cedi Ghana                                                  | GHS            |
| GWP                   | 624            | Peso Guinea                                                 | XOF            |
| ILP                   | ...            | Lira Israel                                                 | ILR            |
| ILR                   | ...            | Sheqel Israel cũ                                            | ILS            |
| ISJ                   | ...            | Krona cũ Iceland                                            | ISK            |
| LAJ                   | ...            | kip Lao                                                     | LAK            |
| MAF                   | ...            | Franc Mali                                                  | XOF            |
| MGF                   | 450            | Malagasy franc                                              | MGA            |
| MKN                   | ...            | Denar Cộng hòa Macedonia của Nam Tư cũ A/93                 | MKD            |
| MVQ                   | ...            | Rupee Maldives                                              | MVR            |
| MXP                   | ...            | Peso Mexica                                                 | MXN            |
| MZM                   | 508            | Metical Mozambique                                          | MZN            |
| PEH                   | ...            | Sol Peru                                                    | PEI            |
| PEI                   | ...            | Inti Peru                                                   | PEN            |
| PLZ                   | 616            | Zloty Ba Lan A/94                                           | PLN            |
| ROK                   | ...            | Leu Romania A/52                                            | ROL            |
| ROL                   | 642            | Leu România A/05                                            | RON            |
| RUR                   | 810            | Rúp NgaA/97                                                 | RUB            |
| SDD                   | 736            | Dinar Sudan                                                 | SDG            |
| SRG                   | 740            | Suilder Suriname                                            | SRD            |
| SUR                   | ...            | Rúp Liên Xô                                                 | RUB            |
| SVC                   | 222            | colón Salvador                                              | USD            |
| TJR                   | 762            | Rúp Tajikistan                                              | TJS            |
| TPE                   | 626            | Escudo Timor thuộc Bồ Đào Nha                               | IDR            |
| TRL                   | 792            | Lira Thổ Nhĩ Kỳ A/05                                        | TRY            |
| UAK                   | 804            | kaKarbovanets Ukraina                                       | UAH            |
| UGS                   | ...            | Shilling Uganda A/87                                        | UGX            |
| UYN                   | ...            | Peso cũ Uruguay                                             | UYU            |
| VNC                   | ...            | Đồng cũ Việt Nam                                            | VND            |
| YDD                   | 720            | Dinar South Nam Yemen                                       | YER            |
| YUD                   | ...            | Dinar Nam Tư mới                                            | CSD            |
| YUM                   | 891            | Dinar Nam Tư                                                | CSD            |
| ZAL                   | 991            | Rand tài chính Nam Phi (mã tài chính) (đã ngừng)            |                |
| ZRN                   | 180            | Zaïrean Zaïre mới                                           | CDF            |
| ZRZ                   | ...            | Zaïre Zaïre                                                 | ZRN            |
| ZWC                   | ...            | Dollar Zimbabwe Rhodes                                      | ZWD            |

### Chuyển đổi tiền tệ
- XE.com
- Calculator for Currency Rate Exchange
- Travelex Country and Currency Guide Lưu trữ ngày 19 tháng 10 năm 2006 tại Wayback Machine
- Yahoo Currency Converter, also showing historical values